# Valdepeñas
Valdepeñas è una città spagnola di 30 210 abitanti (2018) situata nella comunità autonoma di Castiglia-La Mancia.

## Amministrazione

### Gemellaggi
- Cognac